# Povoação
Povoação (puvuɐ'sɐ̃ũ) è un comune portoghese di 6 314 abitanti (2011) situato nella regione autonoma delle Azzorre.

## Società

### Evoluzione demografica
| Popolazione di Povoação (1849 – 2004) | Popolazione di Povoação (1849 – 2004) | Popolazione di Povoação (1849 – 2004) | Popolazione di Povoação (1849 – 2004) | Popolazione di Povoação (1849 – 2004) | Popolazione di Povoação (1849 – 2004) | Popolazione di Povoação (1849 – 2004) | Popolazione di Povoação (1849 – 2004) | Popolazione di Povoação (1849 – 2004) |
| ------------------------------------- | ------------------------------------- | ------------------------------------- | ------------------------------------- | ------------------------------------- | ------------------------------------- | ------------------------------------- | ------------------------------------- | ------------------------------------- |
| 1849                                  | 1900                                  | 1930                                  | 1960                                  | 1981                                  | 1991                                  | 2001                                  | 2004                                  | 2011                                  |
| 10558                                 | 11087                                 | 12318                                 | 15064                                 | 8458                                  | 7323                                  | 6726                                  | 6696                                  | 6314                                  |

## Freguesias
- Água Retorta
- Faial da Terra
- Furnas
- Nossa Senhora dos Remédios
- Povoação
- Ribeira Quente